# Goobuntu
Goobuntu è stata una distribuzione GNU/Linux basata su Ubuntu che Google usava internamente nata dalla fusione delle parole Google e Ubuntu. La notizia è stata rivelata dal Financial Times e confermata da Google e da Mark Shuttleworth, l'autore di Ubuntu. Shuttleworth ha detto che molte delle correzioni di Google sono state condivise con Ubuntu e integrate nella distribuzione. Shuttleworth ha anche ricordato che benché qualche impiegato di Google usi questa versione modificata di Ubuntu, altri usano versioni di altre distribuzioni GNU/Linux.
Sebbene rappresentanti di Shuttleworth e Google abbiano negato qualche piano per pubblicare Goobuntu fuori dalla società, la sua esistenza ha alimentato le voci che indicano Google interessata a entrare nel business delle distribuzioni GNU/Linux.